# Stosunki tajwańsko-singapurskie

Mapa ukazująca położenie Singapuru i Tajwanu

Stosunki tajwańsko-singapurskie – relacje polityczne i ekonomiczne między Republiką Chińską na Tajwanie a Republiką Singapuru datują się od uzyskania przez Singapur niepodległości w 1965 roku. Singapur nie uznał Republiki Chińskiej (ROC) jako jedynego przedstawiciela Chin, ale też do 1990 nie nawiązał oficjalnych stosunków dyplomatycznych z Chińską Republiką Ludową. W latach 70. i 80. stosunki między Tajwanem a Singapurem były bliskie (zwłaszcza w zakresie współpracy wojskowej) i podtrzymywane przez osobistą przyjaźń premiera Lee Kuan Yew z tajwańskimi przywódcami. Po nawiązaniu stosunków z ChRL Singapur kontynuuje nieformalne kontakty z Tajwanem, a oba kraje są dla siebie ważnymi partnerami handlowymi. Singapur odgrywa też ważną rolę pośrednika w stosunkach chińsko-tajwańskich.

## Sytuacja geopolityczna
Bilateralne stosunki pomiędzy Singapurem a Republiką Chińską są przykładem więzi między państwami o niekorzystnym położeniu geograficznym. Podobne są też do siebie pod względem małej powierzchni, która dodatkowo zdominowana jest terytorialnie przez większe sąsiadujące państwa, mogące wyrażać wrogie nastawienie wobec maleńkich państewek, jak to się dzieje w przypadku Tajwanu, który od roku 1949 nieustannie jest narażony na groźby z drugiej strony Cieśniny Tajwańskiej. Pod względem populacji między Tajwanem a Singapurem zaznacza się wyraźna różnica: Singapur zamieszkuje około 5,5 miliona osób, zaś Tajwan ma ponad 23 miliony mieszkańców. Ponadto duża dysproporcja w zaludnieniu jest zauważalna w porównaniu dwóch omawianych państw z ich najbliższymi sąsiadami: Malezja i Indonezja mają o wiele więcej ludności niż Singapur, z kolei Tajwan dzieli granicę z najbardziej zaludnionym krajem na świecie – Chinami. Ponadto oba państewka mają bardzo niewielkie zasoby naturalne (wielu zasobów brak) oraz minimalnymi szansami na rozwinięcie krajowego przemysłu rolniczego skoncentrowanego na eksporcie. Singapur na tym tle wypada znacznie gorzej niż Tajwan, jednakże główne dylematy gospodarcze zostają podobne. W takiej sytuacji polityka zagraniczna państw silnie uzależnionych od swojej pozycji geograficznej zmaga się z wieloma problemami względem sił zewnętrznych. Jednakże zarówno Tajwan jak i Singapur dążą do rozszerzenia swojej polityki zagranicznej pomimo indywidualnych niesprzyjających warunków politycznych czy geograficznych.

## 1965-1988: koalicja zimnej wojny

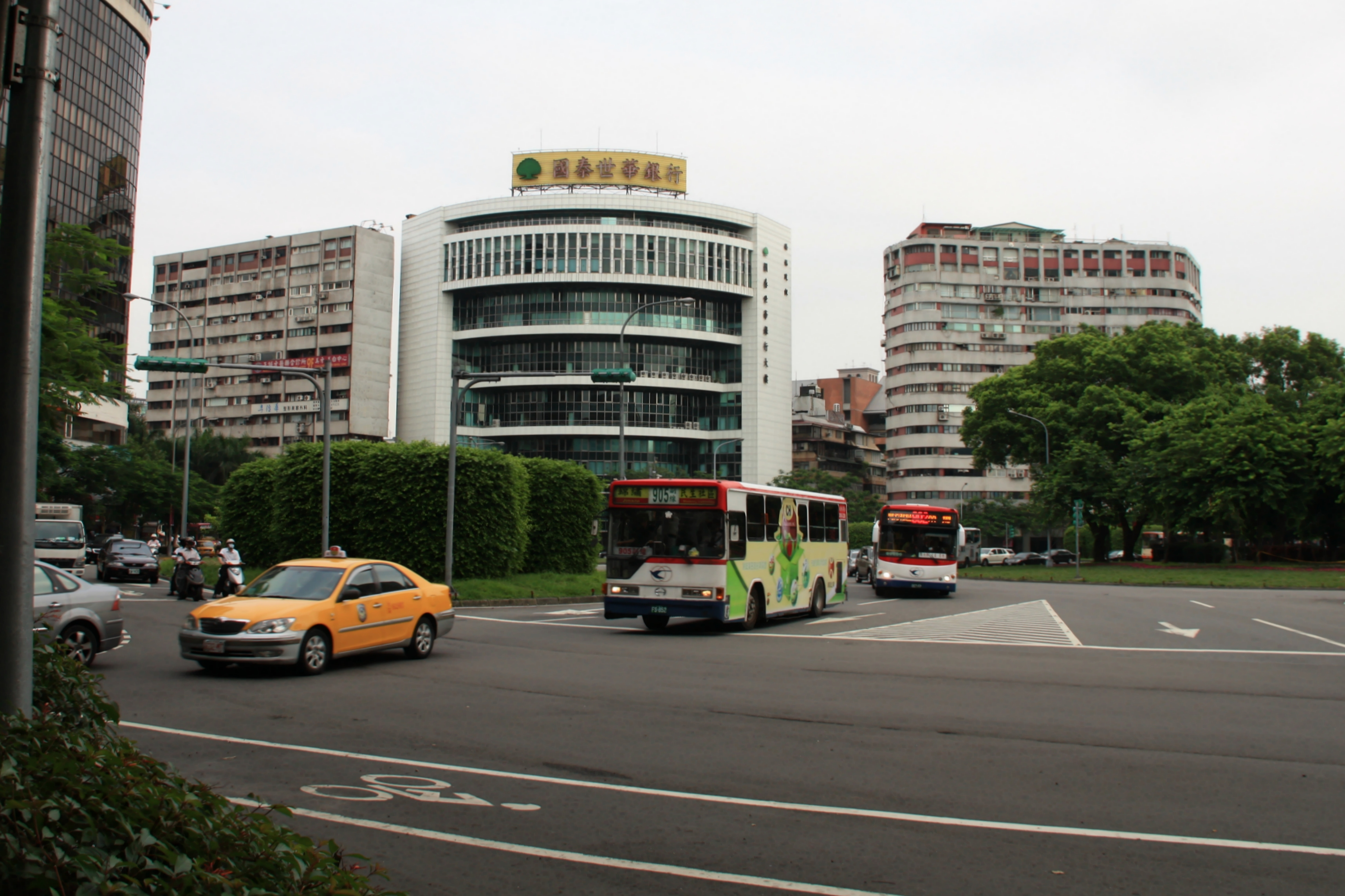
Budynek singapurskiego przedstawicielstwa w Tajpej

Tuż po proklamowaniu Republiki Singapuru w 1965 minister spraw zagranicznych Sinnathamba Rajaratnam zadeklarował politykę niezaangażowania jako fundament polityki zagranicznej nowego państwa. W okresie zimnej wojny, aby zachować możliwość nawiązania dyplomatycznych relacji po obu stronach Cieśniny Tajwańskiej, minister spraw zagranicznych niejednokrotnie przekonywał, że decyzja o ustanowieniu misji w Pekinie i Tajpej będzie w pełni uzależniona od „stosunku Chińczyków wobec Malezji”. Tajpej ogłosiło pełne uznanie państwowości Singapuru. Jednak, pomimo tak pomyślnego startu, dwustronne relacje nie ociepliły się od razu. Premier Singapuru Lee Kuan Yew nie okazywał dużego entuzjazmu wobec generalissimusa Czang Kaj-szeka, który przegrał wojnę domową w latach 40. XX wieku; podkreślał on również, jak trudną walkę stoczył z kierownictwem komunistycznego Pekinu zaledwie dekadę wcześniej. Jednocześnie na skutek odłączenia od Malezji w 1965 kraj został narażony na zagrożenia zewnętrzne i wewnętrzne, co m.in. oznaczało pozbawienie wspólnego rynku z Federacją Malajską. Ponadto mały terytorialnie Singapur od początku swojego istnienia był zależny od światowej gospodarki, zagranicznego handlu oraz importu zagranicznych towarów. W rezultacie, głównym celem rządu było opracowanie systemu mającego zapewnić bezpieczeństwo i przetrwanie kraju.
W zakresie bezpieczeństwa Tajwan od 1949 do 1987 musiał zmierzyć się z sytuacją nieomal identyczną do tej w Singapurze. W przypadku Republiki Chińskiej to władze Kuomintangu (KMT) były pod stałym zagrożeniem ze strony komunistycznych Chin, które były gotowe do zaatakowania Tajwanu zza Cieśniny. Rząd tajwański był dyplomatycznie izolowany od kontynentu, a wszelkie sieci stosunków gospodarczych, jakie nawiązywał, obejmowały głównie świat zachodni. 
Pomimo tych ideologicznych i geograficznych zbieżności, stosunki Singapur – Tajpej zostały rozwinięte jedynie z pragmatycznych powodów. Tajpej liczyło na ograniczenie dyplomatycznej izolacji, a Lee Kuan Yew nie chciał zupełnej zależności od izraelskiej pomocy wojskowej. Do 1967 w tajnych rozmowach Singapur zaczął planować współpracę z Tajwanem w celu szkolenia sił powietrznych i marynarki na ich terenach. Chociaż Czang Kaj-szek niejednokrotnie upominał się o uznanie przez Singapur Tajwanu, ten jednak nie chciał ryzykować pogorszenia stosunków z Pekinem. Deklarując politykę „jednych Chin”, rząd kontynuował wszakże polityczne relacje z Tajpej. Biuro Bezpieczeństwa Narodowego Tajwanu współpracowało z Ministerstwem Obrony Singapuru, a w 1969 w Singapurze zostało założone Biuro Przedstawicielstwa Handlowego Republiki Chińskiej. 
Z początkiem lat 70. obie strony osiągnęły porozumienie co możliwości treningu piechoty i artylerii na ziemiach tajwańskich (tzw. Project Starlight). Co najmniej do połowy lat 90. na Tajwanie przechowywany był singapurski sprzęt ciężki, w tym czołgi Centurion, AMX-13, wozy techniczne M 728, działa M-71S kal. 155 mm, a także helikoptery Super Puma. Tajwan udostępnił poligony za darmo, ale Singapur poniósł koszty budowy potrzebnej infrastruktury. Najważniejsze były urządzane co dwa lata ćwiczenia, w których uczestniczyły dwie dywizje armii singapurskiej; mimo utrzymywania całego projektu w dużej tajemnicy, dawał on wojskom singapurskim możliwość treningu na dużą skalę z użyciem ostrej amunicji. Projekt obejmował też ćwiczenia floty singapurskiej (projekt Sealight; pierwszy dowódca marynarki singapurskiej, Khoo Eng An, był wcześniej oficerem tajwańskim), kontynuowane także w latach 90., mimo silnego napięcia na linii Chiny-Tajwan. Łącznie ponad 150 tys. żołnierzy singapurskich zostało wyszkolonych do połowy lat 90. Układ ten zapewniał Tajwanowi ekonomiczne profity bezpośrednio od singapurskich sił zbrojnych (SAF). Ponadto, Tajwan miał się wzbogacić, wykorzystując Singapur jako kanał importu zaawansowanych systemów broni zachodniej. 
Pierwsze wizyty przedstawicieli obu krajów odbyły się bez angażowania prasy, a wszystko na prośbę samego Lee Kuan Yew. W maju 1973 premier Singapuru udał się z wizytą na Tajwan, gdzie sam prezydent Czang Kaj-szek zadeklarował gotowość operacyjną sił powietrznych. Wspólna niechęć wobec komunizmu oraz osobista sympatia dyplomatów jedynie zacieśniły relacje dwóch państw. 
W 1979 zostało otwarte w Tajpej przedstawicielstwo singapurskie, na wzór biura tajwańskiego w Singapurze, co było pochodną rozwijających się związków handlowych. W 1980 dyrektor generalny Zarządu Rozwoju Handlu w Singapurze oznajmił, że handel z Tajwanem na tamten rok osiągnął 765 milionów dolarów amerykańskich, co oznaczało wzrost o ponad 40% w stosunku do sumy z poprzedniego roku. Pozbawiony międzynarodowej legitymizacji rząd prezydenta Chiang Ching-kuo rozwijał stosunki nieformalne, w szczególności za pośrednictwem stosunków ekonomicznych. W czasach prezydentury Chianga przyjacielskie związki z Singapurem były dość bliskie - Lee Kuan Yew odwiedzał wyspę niemal co roku (w 1985 i 86 - dwukrotnie), a w 1987 Singapur po raz pierwszy odwiedził premier ROC Yu Kuo-hwa. 

## 1988-1996:Lee Teng-huii pragmatyczna dyplomacja
Kolejny rozdział w kontaktach bilateralnych opierał się głównie na polityce wewnętrznej Tajwanu. Następca prezydenta Chiang Ching-kuo w swych poczynaniach daleko odszedł od tradycyjnych założeń KMT. Pierwszy raz w historii Tajwanu prezydentem został rodowity Tajwańczyk Lee Teng-hui. Podjął on sprawną i pewną ręką rządy nad krajem, stanowczo odrzucając propozycje „jednego kraju, dwóch systemów” ze strony ChRL, a jednocześnie dawał wyraźne sygnały premierowi Lee Kuan Yew, że nowa polityka zagraniczna Tajwanu będzie potrzebowała wsparcia ze strony Singapuru. Pierwszym przykładem tego była wizyta singapurskiej delegacji Zarządu Rozwoju Handlu, której zaproponowano pozycję pośrednika w handlu z krajami Azji Południowo-Wschodniej. W 1988 doszło do licznych półoficjalnych wizyt między rządem Lee Teng-huia i singapurskimi dyplomatami. Kolejne wizyty stopniowo pogłębiały relacje dwóch państw. Ponadto i Singapur, i Tajwan znalazły się w gronie czterech azjatyckich „Małych Smoków” oraz wspólnie tworzyły oazy neokonfucjanizmu. 
Normalizacja stosunków dyplomatycznych Indonezji z Chinami uświadomiła władzom Singapuru o konieczności nawiązania bliższych relacji z kontynentem. Ustanowienie więzi z Chińską Republiką Ludową było jedynie kwestią czasu dla Singapuru. Takie oświadczenie rzuciło cień na wizytę Lee Teng-huia w Singapurze w 1989 oraz na nastroje tajwańskich urzędników względem Singapuru. Aby jednak uspokoić burzliwe reakcje wobec nowo przyjętej polityki wobec Chin, Lee Kuan Yew podkreślał istotne znaczenie dwustronnej współpracy, gwarantując podpisanie umowy o inwestycjach pomiędzy dwoma państwami. Lee Teng-hui, chociaż nie do końca usatysfakcjonowany nowymi zmianami, w zupełności je rozumiał i podtrzymywał przyjacielską politykę w stosunku do Singapuru. ChRL naciskało na władze Singapuru, by przed nawiązaniem formalnych relacji zerwały kontakty z Tajwanem i zaprzestał wizyt polityków - oba te żadania zostały ostatecznie odrzucone. Nie zrezygnowano także z ćwiczeń wojskowych. Kontakty z Tajwanem stały się nieco mniej formalne: m.in. zmieniono nazwę przedstawicielstwa handlowego z „biura Republiki Chińskiej” na „biuro miasta Tajpej”. Po ustanowieniu 5 października 1990 roku oficjalnych relacji Singapur-Pekin Lee Kuan-Yew odbył symboliczną podróż, podczas której odwiedził Pekin, Tajwan i Hongkong. Tajpej określiło wizytę Lee jako odwiedziny u „starego przyjaciela”, a samo spotkanie Lee Teng-huia i Lee Kuan Yew jako potwierdzenie niezmiennych zdrowych relacji i gwarancję utrzymania status quo. 
Z roku na rok dynamizowały się stosunki handlowe Singapuru i Tajwanu. W 1989 ze statystyk wynikało, że handel pomiędzy tymi państwami jest warty 3,65 miliardów dolarów amerykańskich, czyniąc Tajwan szóstym co do wielkości partnerem handlowym Singapuru. W 1993 w Singapurze odbyło się spotkanie między Wang Daohanem z ChRL i Koo Chen-fu z ROC (tzw. szczyt Wang-Koo dotyczące rozwiązywania problemów nad Cieśniną Tajwańską
Jednak w czerwcu 1995 roku nadszedł jeden z najgorszych kryzysów w rejonie. Zarówno relacje Singapur-Tajwan, jak i stosunki chińsko-singapurskie zostały mocno nadwyrężone ze względu na kontrowersyjną politykę bezpieczeństwa Lee Teng-huia. Wszystko za sprawą pekińskiej prowokacji, jaką był ostrzał pobliża tajwańskich portów handlowych w ramach ćwiczeń wojskowych Pekinu (tzw. Trzeci kryzys w Cieśninie Tajwańskiej). W takiej atmosferze Lee Kuan Yew został zaproszony jako mediator, w związku jego długoletnią przyjaźnią z Tajwanem. Natychmiastową reakcją Singapuru było wysłanie prezydenta Ong Teng Cheonga do Pekinu. Sam senior minister Lee Kuan Yew, aby nie stracić twarzy, kilka dni później pojechał do Pekinu, gdzie ujawnił podejrzenia Pekinu odnośnie do rzekomego spisku pomiędzy Lee Teng-huiem a administracją prezydenta Billa Clintona. Lee Kuan Yew zapewnił jednak o nieuzasadnionym charakterze podejrzeń Pekinu oraz nakreślił wagę przyjaźni Waszyngtonu i Pekinu jako klucza do zachowania stabilności i dobrobytu w Azji i na Pacyfiku. Z tego też względu wszystkie strony, razem z Tajwanem, były nawoływane do obniżenia napięcia w celu zjednoczenia.

## Stosunki po 1997
Relacje Singapur – Tajwan zostały w pełni sprecyzowane podczas ostatniego kryzysu w Cieśninie Tajwańskiej, kiedy to w lipcu 1999 Lee Teng-hui sprowokował rozmowy według modelu „state-to-state” w relacjach z Chinami. Doprowadziło to do kolejnej tury rozmów między Pekinem a Tajpej, z seniorem ministrem Lee Kuan Yew za kulisami. Jednakże rozmowy zostały przysłonięte przez azjatycki kryzys finansowy, odbijający się zarówno na tajwańskiej jak i chińskiej gospodarce. W międzyczasie singapurskie więzi gospodarcze po obu stronach Cieśniny Tajwańskiej uległy wzmocnieniu pomimo kryzysu azjatyckiego. Tajwan i Singapur uczestniczyły we wspólnym przedsięwzięciu rozwijania łączności satelitarnej, a KMT był przeświadczony o korzyściach z dotychczasowych inwestycji w armię oraz stworzenia Koncernu Azja-Pacyfik wraz z Singapurem. Ponadto w sierpniu 1997 Tajwan oznajmił, że Singapur jest jego czwartym największym z kolei partnerem handlowym.
Wybory w 2000 roku przyniosły zmiany w rządzie Tajwanu. Nowym prezydentem został Chen Shui-bian, który niejednokrotnie spotkał się już z przedstawicielami rządu singapurskiego. Jednakże niedługo po wyborach premier Chin Zhu Rongji otwarcie ostrzegł władze Tajwanu przed podjęciem jakichkolwiek ruchów separatystycznych we współpracy z premierem Singapuru Goh Chok Tong i ogłosił podtrzymanie polityki „jednych Chin”. Reakcją na to zachowanie było oświadczenie wydane w czerwcu 2000 roku przez Lee Kuan Yew, że nie zamierza on pośredniczyć w żadnych rozmowach mediacyjnych oraz wyklucza możliwość współpracy z Tajwanem, która mogłaby wpłynąć negatywnie na więzi z Pekinem. Oczywiście wpłynęło to na osłabienie relacji z Tajwanem, lecz mimo to Lee Kuan Yew, może już nie tak otwarcie, ale wciąż był mile widziany w Tajpej.
W latach 2000–2005 można zauważyć większą częstotliwość kontaktów Tajwanu z Singapurem, zarówno ze względu na ich wojskową współpracę, jak i na powiększający się handel. Jednakże, propozycja zawiązania Strefy Wolnego Handlu przez Lee Kuan Yew podczas jego wizyty we wrześniu 2000 roku, została porzucona w 2003 ze względu na silne opowiedzenie się Singapuru po stronie Chin w kwestii utrzymania polityki „jednych Chin”. Rok wcześniej, w 2002, Singapur ogłosił, że nie zgodziłby się na wejście Tajwanu do WTO, odkąd ten dyskryminuje Singapur w sprawie udzielenia koncesji w obszarze Umowy o Zamówieniach Publicznych (Government Procurement Agreement).
Singapur pozostaje jednym z najważniejszych partnerów handlowych Tajwanu: w 2009 roku obroty z Singapurem stanowiły 4,2% całej tajwańskiej wymiany handlowej wynoszącej 203,5 mld USD, w 2013 roku powiększyły się do 6,4% z 305,4 mld USD. W 2012 rząd prezydenta Ma Ying-jeou uznał Singapur za jeden za najważniejszych celów swojej dyplomacji i 2013 doprowadził do podpisania porozumienia o wolnym handlu: Agreement between Singapore and the Separate Customs Territory of Taiwan, Penghu, Kinmen and Matsu on Economic Partnership (ASTEP). By nie zadrażniać stosunków z ChRL, oficjalnie porozumienie zostało podpisane przez przedstawicieli biura ekonomicznego Tajpej w Singapurze i biura ekonomicznego Singapuru w Tajpej. Singapur pozostaje też ważnym miejscem spotkań polityków ROC i ChRL - w 2015 odbyło się tam spotkanie prezydentów obu państw, Xi Jinpinga i Ma Ying-jeou